# XB-43 (航空機)
XB-43
離着陸するXB-43
- 用途：爆撃機
- 製造者：ダグラス・エアクラフト
- 運用者アメリカ陸軍航空軍
- 初飛行：1946年5月17日
- 生産数：2機
- 退役：1948年計画破棄
- 運用状況：試作のみ（退役）
- ユニットコスト：B-42計画も含め総額1370万USドル[1]

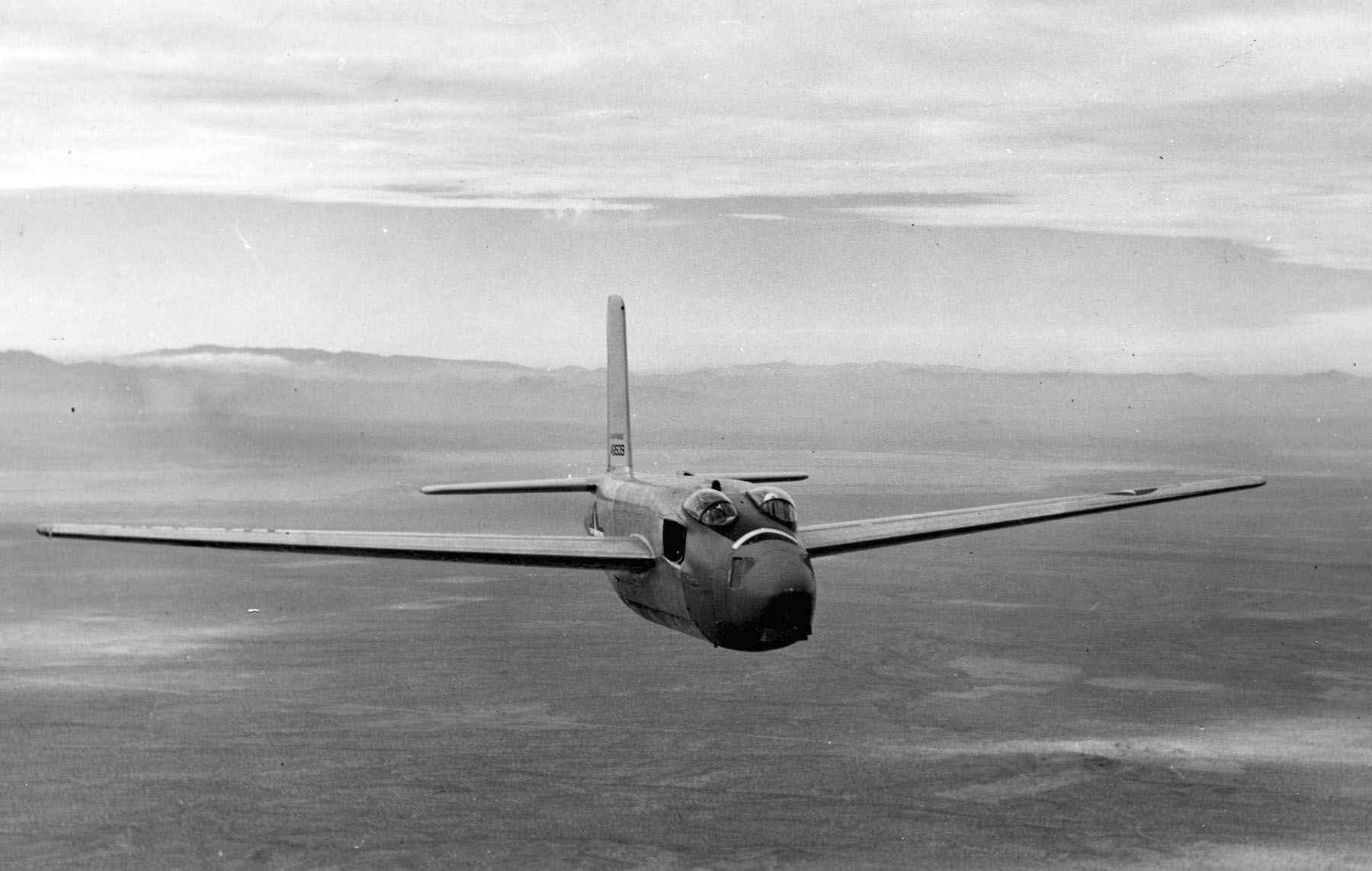
飛行するYB-43

XB-43 ジェットマスター（Douglas XB-43 Jetmaster）とは、アメリカ合衆国で1940年代に開発されていた、ジェット爆撃機のプロトタイプ（試作機）である。

## 概要
ダグラス社は、高速性能獲得のため、推進式プロペラなどを採用したXB-42 ミックスマスターを開発していたが、レシプロ動力であったことから制式採用には至らなかった。
そこで、1944年3月にXB-42の搭載エンジンをゼネラル・エレクトリック社製J35ターボジェットエンジンに換装したXB-43を開発することになった。XB-42ではエンジンは胴体内部に設置されていたが、XB-43はJ35を両主翼の根本に埋め込んだ形で設置した。またXB-43の開発は、XB-42の地上試験機を改造することで対応した。早期に完成できるはずであったが、第二次世界大戦終結により軍用機の需要が減退した上に、ジェットエンジンが地上試験中に爆発し、機体を損傷させる事故が発生したことから改造に着手してから初飛行するまでに2年もかかってしまった。1946年5月17日にミューロック乾湖で初飛行したが、これはアメリカ初のジェット爆撃機となった。
結局のところXB-43が制式採用され量産化されることはなく、搭載エンジンを換装しながら1953年まで試験飛行したが、製作された2機のうち1機は1951年に事故を起こした為、部品取り用にされた。1954年にスミソニアン学術協会に引き渡され、現在では国立航空宇宙博物館で保存されている。

## スペック
XB-43（初期製作時）
- 全長：15.7 m
- 全幅：21.7 m
- 翼面積：52.3 m2
- 高さ：7.4 m
- 搭載エンジン及び推力：アリソン J35-GE-3 ターボジェット機、4,000lbf(18kN)X2
- 航続距離：4,000 km
- 最大上昇限界高度：11,700 m
- 空虚重量：10,380 kg
- 全備重量：18,000 kg
- 最大速度：816 km/h
- 乗員：3名
- 武装：12,7 mm 機関銃 2門、 爆弾3,600 kg

## 引用
1. ↑  Knaack, Marcelle Size. Post-World War II bombers, 1945-1973. Washington, DC: Office of Air Force History, 1988. ISBN 0-16-002260-6.